# Bijtkracht

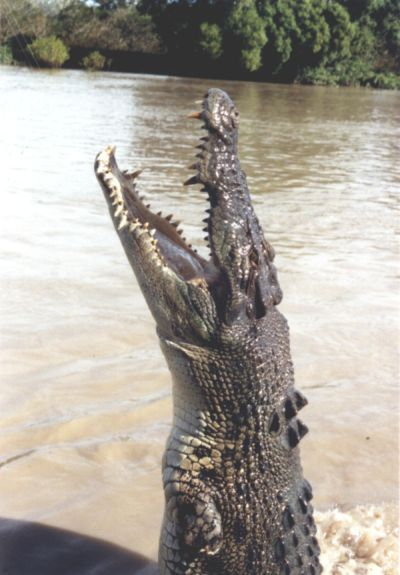
Krokodillen doden hun prooi door de kaken zeer krachtig dicht te klappen

Bijtkracht is het begrip wat de maximale kracht van de samenklappende kaken beschrijft.

## Omschrijving
De bijtkracht wordt aangeduid in kilogram per vierkante centimeter in het metrische stelsel. In het Engels wordt in referenties ook vaak verwezen naar Engelse ponden per vierkante inch. Het bepalen van de bijtkracht is een middel wat gebruikt wordt in de biologie om de jachtwijze van roofdieren te onderzoeken. Hoe effectief een dier is in het gebruiken van zijn kaken om een prooidier te grijpen bepaalt mede hoe succesvol de jacht verloopt. 

## Functie
Roofdieren met een grote bijtkracht als de leeuw of de krokodil hebben een jachtmethode waarbij de prooi meteen gedood wordt met de kaken. Ook andere dieren die hun kaken gebruiken voor andere doeleinden, zoals de bever die grote stukken hout moet kunnen verslepen en bewerken bezitten een verhoudingsgewijze grote bijtkracht. De mens heeft een bijtkracht van 80 tot 110 kg/cm². 

## Grote bijtkracht
Het dier met de hoogste veronderstelde bijtkracht was de Sarcosuchus, een uitgestorven krokodilachtige die kwam tot 8000 kg/cm². Een goede tweede bij de uitgestorven dieren was de Pliosaurus, een in de zee levend reptiel wat 6000 kg/cm² behaalde. Van alle nog levende diersoorten is de krokodil met 1350 kg/cm² degene met de hoogste bijtkracht. Van de zoogdieren is dit de hyena met ongeveer 500 kg/cm². De tijger is met een bijtkracht van 450 kg/cm² een goede tweede en de om zijn agressie bekende Bijtschildpad komt tot 500 kg/cm². Het dier met de hoogste bijtkracht in verhouding tot zijn eigen lichaamsgewicht is de zwarte piranha met 300 tot 450 kg/cm².